# Bjärby kyrkplats

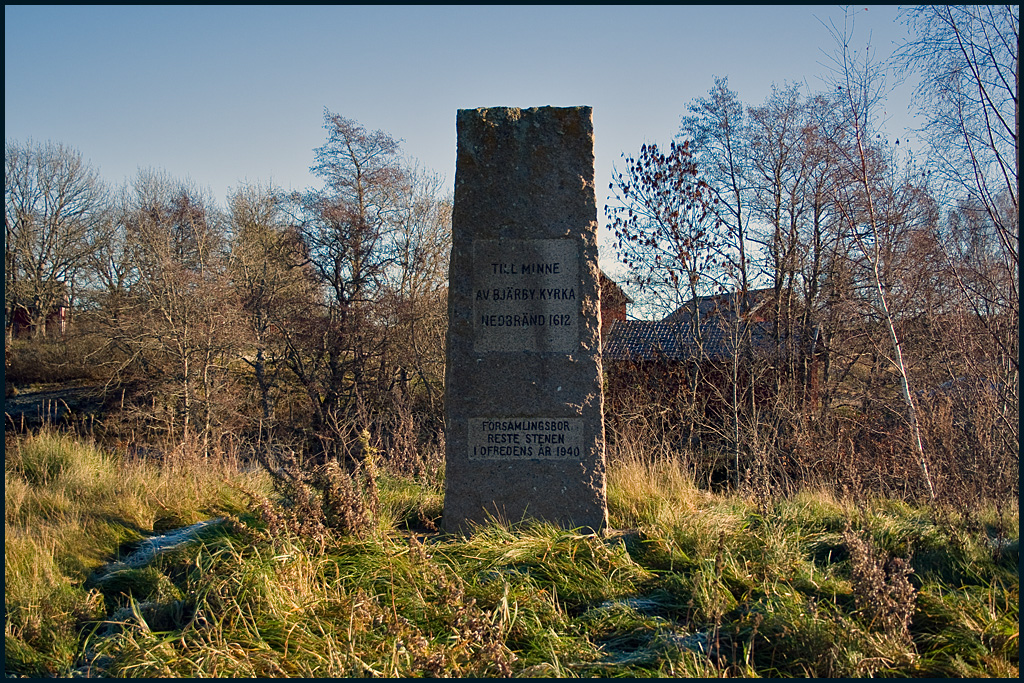

Bjärby kyrkplats är belägen i Grästorps kommun i Skara stift, Västergötland, inom gränserna för gamla Bjärby socken. På platsen finns lämningarna efter en kyrka som under medeltiden tillhörde Tengene pastorat i Viste härad men lades till Särestads pastorat i Åse härad senast vid början av 1500-talet.    

## Kyrkans läge
Kyrkan har varit anlagd på en mindre avsats i sluttningen mot Lannaån. Utefter kyrkans södra vägg är en brant mot ån. Strax intill den gamla kyrkplatsen går en mindre väg som idag passerar kyrkan i väst och fortsätter över ån via en gammal stenbro med två valv. På andra sidan bron finns ruinen av vattenkvarn. Denna väg har tidigare gått på andra sidan av kyrkplatsen vilket märks av att vägkanten skurit ner 30-40 centimeter. Marken där visar inga tecken på genomgrävning av kulturlager, utan är torr lerjord. Begravningsplatsen har varit begränsad i syd mot Lannaån. I norr och öst sluter nu åkern tätt intill kyrkan. 

## Historia
Byns ursprungliga namn har varit Biärghby. Prästgård var Bjärby stommen som nämns första gången som Stompen år 1541. Bjärby kyrka omtalas första gången år 1325 . Biärby omtalas ytterligare en gång under medeltiden, år 1409 då biskopen i Skara ger en Cecilia, Magnus änka, försäkran att om hon önskar, få bo kvar till dödsdagar på gården Tofta i Bjärby, som hon skänkt till Skara domkyrka, samt få uppbära en viss mängd spannmål av Flakebergs och Bjärby socknar.  Nästa gång kyrkan nämns i handlingarna är vid 1540 i Skara stifts jordebok Bierby kyrkies vpbörd: Item en tompt y Töffta skyllar 1 p:d smör. Item en tompt y Twnatorp skyllar 1/2 p:d smör. Vid 1549 inhämtas nattvardskalken till kronan (se nedan Inventarier) och kyrkan nämns som öde. 

## Kyrkobyggnaden
Av kyrkan återstår idag endast en mindre ruinhög överväxt med gräs. År 1895 kunde man vid en fornminnesinventering konstatera att endast obetydliga rester av byggnaden syntes. Rester av gammalt kalkbruk finns i jorden på platsen. Några stenar på södra sidan ligger i dubbel rad vilket skulle kunna tyda på skalmur. Några kraftigare granitblock i öster tycks vara grundstenar till ett kor och en halvcirkelformad absid. En gång i tiden har man kunnat mäta upp kyrkan till 26 fot lång och 21 fot bred . Någon vetenskaplig undersökning eller grävning har aldrig utförts av platsen. Några fynd från det arbete som utfördes när man reste minnesstenen är heller inte kända. På platsen finns inga rester av bearbetade stenar. Men strax intill vid Stora Torpa gård finns en stenbyggnad, eller källare, i vars väggar flera huggna och bearbetade kvaderstenar av sandsten ingår. Att dessa stenar kommer från en medeltida kyrkbyggnad är utom allt tvivel då en av stenarna är en s.k. anfangslist. Anfangslisten har varit en av tre sådana på var sida vid rundningen av triumfbågen och burit upp densamma. Fynden av bearbetade sandstensblock hjälper oss också att datera kyrkan till 1100-talet.

## Inventarier
Handlingar om kyrkan finns endast knapphändigt bevarat. Nattvardskalken beordrades in vid Gustav Vasas reduktion. Denna levererades också av Lasse Eriksson, fogde i Läckö län. På kronans kvittens från år 1549 över inlämnat gods, angivs; En oförgylld kalk, vägde 2 lödemark 6 lod.
I en handling från 1755 finns noterat att Särestad har den ödelagda kyrkans nyckel, hänger i koret. Även finns en anteckning om att danskarna skulle sänkt storklockan i en å i närheten vid en av deras härjningar i bygden. För att bärga den skulle krävas två tvillingoxar och fullkomlig tystnad under arbetet. Berättelsen är nedtecknad 1895 och stämmer nästan identiskt med liknande lokala sägner från denna tid och har inget historiskt värde.

## Kyrkans förfall
Kyrkan anses ha blivit bränd och förstörd av danskarna vid ett fälttåg sommaren år 1612 under Kalmarkriget. Det stämmer att en stor dansk styrka under Kristian IV härjade bygden vid denna tid. En teori finns att kyrkan vart lämnad redan vid 1549 då den nämns som öde i ett dokument .  
Efter att kyrkan avbränts 1612 inrymdes Bjärbyborna i Särestads kyrka och Bjärby socken är sedan dess annex till Särestad .
År 1940 restes en minnessten i koret av den bevarade ruinen. Den bekostades av Bjärby kyrkliga syförening och har följande inskrift:
Till minne av Bjärby kyrka nedbränd 1612.
Församlingsbor reste stenen i ofredens år 1940